# Phyllomimus curvicauda
Phyllomimus curvicauda är en insektsart som beskrevs av Bei-bienko 1955. Phyllomimus curvicauda ingår i släktet Phyllomimus och familjen vårtbitare. Inga underarter finns listade i Catalogue of Life.